# Lexx – The Dark Zone/Episodenliste
Diese Liste der Episoden von Lexx – The Dark Zone enthält alle Episoden der kanadisch-deutsch-britischen Sci-Fi-Fernsehserie Lexx – The Dark Zone sortiert nach der Erstausstrahlung in Kanada (1. und 2. Staffel), im Vereinigten Königreich (3. Staffel) und in den Vereinigten Staaten (4. Staffel). Die Serie umfasst vier Staffeln mit 61 Episoden.

## Staffel 1
Die Erstausstrahlung der ersten Staffel, die aus vier zweistündigen Fernsehfilmen besteht, war vom 18. April bis zum 11. September 1997 auf dem kanadischen Sender Citytv zu sehen. Die deutschsprachige Erstaufführung der ersten vier Filme erfolgte ab dem 23. Dezember 1996 auf Video und vom 4. bis 25. Mai 1997 erstmals im deutschen Fernsehen auf dem Sender VOX.
| Nr. (ges.) | Nr. (St.) | Deutscher Titel      | Originaltitel        | Erstausstrahlung CAN | Deutschsprachige Erstausstrahlung (D)          | Regie            | Drehbuch                                         |
| --- | --------- | -------------------- | -------------------- | -------------------- | ---------------------------------------------- | ---------------- | ------------------------------------------------ |
| 1 | 1         | Rebellen der Galaxis | I Worship His Shadow | 18. Apr. 1997        | 23. Dez. 1996 (video) 4. Mai 1997 (Fernsehen)  | Paul Donovan     | Paul Donovan, Jeffrey Hirschfield & Lex Gigeroff |
| Sein Göttlicher Schatten beherrscht den Cluster mit dunklen Kräften und einer mächtigen Bürokratie. Das Schicksal führt vier ungleiche Helden zusammen. Sie richten auf dem Cluster verheerenden Schaden an: Zev (später Xev) Bellringer, eine willensstarke, "ziemlich hässliche" Frau, die im Verlaufe der Handlung in eine sexy Liebessklavin umgewandelt wird; 790 (sprich: sieben neunzig), der in Zev verliebte Roboterkopf; Kai, ein Krieger, der durch Seinen Göttlichen Schatten einst in einen willenlosen Attentäter verwandelt wurde und Stanley H. Tweedle, ein Wachmann vierter Klasse. |           |                      |                      |                      |                                                |                  |                                                  |
| 2 | 2         | Super Nova           | Super Nova           | 25. Apr. 1997        | 10. Feb. 1997 (video) 11. Mai 1997 (Fernsehen) | Ron Oliver       | Paul Donovan, Jeffrey Hirschfield & Lex Gigeroff |
| Um Kais Nicht-Leben zu verlängern, sucht die Lexx die ursprüngliche Heimatwelt der Brunnen G auf. Sie finden holografische Nachrichten vor, die von dem Poeten (Tim Curry) hinterlassen wurden. Dies ist die Episode mit der Dusch-Szene mit der halbnackten Zev. |           |                      |                      |                      |                                                |                  |                                                  |
| 3 | 3         | Karussell des Todes  | Eating Pattern       | 4. Sep. 1997         | 21. Apr. 1997 (video) 18. Mai 1997 (Fernsehen) | Rainer Matsutani | Lex Gigeroff, Jeffrey Hirschfield & Paul Donovan |
| Da die Energiereserven der Lexx nahezu erschöpft sind, landet diese auf einem Planeten, um zu fressen. Zev und Stan begraben den offensichtlich toten Kai. Dabei entdecken sie einen verlassenen Außenposten, der von Verrückten bewohnt wird. Ihr manischer Anführer wird von Rutger Hauer gespielt. |           |                      |                      |                      |                                                |                  |                                                  |
| 4 | 4         | Gigaschatten         | Giga Shadow          | 11. Sep. 1997        | 1997 (video) 25. Mai 1997 (Fernsehen)          | Robert Sigl      | Jeffrey Hirschfield, Paul Donovan & Lex Gigeroff |
| Da Kai Protoblut benötigt, um weiterleben zu können, beschließt die Crew, zum Cluster zurückzukehren. Als sie dort ankommen, finden sie den Planeten verlassen. Um die Geburt des Gigaschattens zu ermöglichen, wurde die gesamte Bevölkerung bei der Säuberung getötet. Der Gigaschatten ist das letzte überlebende Insekt aus den Insektenkriegen und der Erzfeind der Menschheit. Mit Gaststar Malcolm McDowell. |           |                      |                      |                      |                                                |                  |                                                  |

## Staffel 2
Die Erstausstrahlung der zweiten Staffel, die aus 20 Episoden mit einer Länge von je 45 Minuten besteht, war vom 11. Dezember 1998 bis zum 23. April 1999 auf dem kanadischen Sender Space The Imagination Station zu sehen. Die deutschsprachige Erstausstrahlung der ersten sieben Episoden erfolgte vom 1. September bis zum 13. Oktober 1999 auf RTL II. Nach einer Unterbrechung folgte am 10. November 1999 noch die achte Episode, danach stellte RTL II aufgrund dramatisch geringer Zuschauerzahlen die Serie zunächst ein und ersetzte sie durch Wiederholungen von Stargate – Kommando SG-1-Episoden. Erst vom 10. bis zum 24. Juli 2002 zeigte RTL II die Episoden neun, zehn und elf; der Rest der 2. Staffel wurde vom 2. Oktober bis zum 27. November 2002 ebenfalls auf RTL II erstausgestrahlt.
Es gibt einen alles überspannenden Handlungsbogen. Im Mittelpunkt dieses Handlungsbogens steht der böse Wissenschaftler Mantrid. Dieser versucht, die gesamte Materie, die im Universum des Lichts existiert, in einarmige „Mantrid-Drohnen“ umzuwandeln. Dabei ist er ziemlich erfolgreich, bis er am Ende von der Besatzung der Lexx besiegt wird. Allerdings wird dabei das Universum des Lichts komplett zerstört und die Lexx wird durch die dadurch entstehende Singularität in das alternative Dunkle Universum geschleudert.
| Nr. (ges.) | Nr. (St.) | Deutscher Titel          | Originaltitel       | Erstausstrahlung CAN | Deutschsprachige Erstausstrahlung (D) | Regie             | Drehbuch                                         |
| --- | --------- | ------------------------ | ------------------- | -------------------- | ------------------------------------- | ----------------- | ------------------------------------------------ |
| 5 | 1         | Mantrid                  | Mantrid             | 11. Dez. 1998        | 1. Sep. 1999                          | Christoph Schrewe | Paul Donovan                                     |
| Kai ist besessen von Seinem Göttlichen Schatten und führt die Crew zurück in das Universum des Lichts. Er will eine Insektenlarve finden, die ein Relikt des Clusters ist. Dabei trifft die Crew auf Mantrid, den ehemaligen Obersten Biovizier des Göttlichen Ordens. Die Crew versucht ihn zu überzeugen, dass er für Kai Protoblut aus der Insektenlarve gewinnen soll. Der alternde Mantrid möchte aber das Übertragungsorgan des Insektes nutzen, um sich selbst in einen neuen Maschinenkörper zu transferieren. Mantrids Assistent transferiert Mantrids Bewusstsein aus seinem sterbenden Körper in den Maschinenkörper. Die Crew flieht zur Lexx und versucht, den Maschinenkörper zu zerstören, aber Mantrid kann entkommen. |           |                          |                     |                      |                                       |                   |                                                  |
| 6 | 2         | Terminal                 | Terminal            | 18. Dez. 1998        | 8. Sep. 1999                          | Srinivas Krishna  | Jeffrey Hirschfield                              |
| Als Kai von Stan erweckt wird, geht etwas schief und er durchsticht Stans Herz. Stan überträgt den Schlüssel zur Lexx an Zev und wird danach von Zev eingefroren. Sie erhoffen sich medizinische Hilfe vom MedStat, einem großen Krankenhaus im Weltall. Die Zerstörungskraft der Lexx erweist sich als stichhaltiges Argument und die Ärzte der MedStat willigen ein, Stan zu helfen. Sie versuchen, die Lexx zu stehlen. Dies ist die letzte Episode mit Eva Habermann in der Rolle der Zev Bellringer. |           |                          |                     |                      |                                       |                   |                                                  |
| 7 | 3         | Die Traumfrau            | Lyekka              | 25. Dez. 1998        | 15. Sep. 1999                         | Stephan Wagner    | Lex Gigeroff & Paul Donovan                      |
| Auf der Lexx taucht Lyekka auf, ein pflanzlicher Organismus, die Stans alter Schulliebe zum Verwechseln ähnlich sieht. Gleichzeitig erreichen drei Astronauten vom Planeten Potataho die Lexx. Nachdem ihr Raumschiff versehentlich zerstört wurde, bietet Stan ihnen an, sie zu ihren Heimatplaneten zurückzubringen. Lyekka verspeist jedoch einen nach dem anderen, während diese ihre geheimsten Fantasien ausleben können, bevor sie gefressen werden. Als sie bei Potataho ankommen, muss die Crew feststellen, dass dieser von den Drohnen-Armeen zerstört wurde. Ab dieser Episode wird die weibliche Hauptrolle von Xenia Seeberg gespielt, die von nun an Xev Bellringer genannt wird. |           |                          |                     |                      |                                       |                   |                                                  |
| 8 | 4         | Der Liebeskreuzer        | Luvliner            | 1. Jan. 1999         | 22. Sep. 1999                         | Stefan Ronowicz   | Jeffrey Hirschfield & Paul Donovan               |
| Die Crew reist zu einem Liebeshotel im Weltraum, dem Liebeskreuzer. Schlemmi ist der Chef des Hotels mit einer Schwäche für Roboterköpfe. Er nutzt die Situation aus, benachrichtigt Kopfgeldjäger und versucht so, die Lexx in seinen Besitz zu bringen. |           |                          |                     |                      |                                       |                   |                                                  |
| 9 | 5         | TV-Planet                | Lafftrak            | 8. Jan. 1999         | 29. Sep. 1999                         | Paul Donovan      | Lex Gigeroff                                     |
| Vor langer Zeit haben sich die beiden Planeten Liber und Leester in Kampf um Einschaltquoten gegenseitig zerstört. Die Crew entdeckt einen kleinen Planetoiden, der immer noch automatisiert Fernsehprogramme produziert. Stan sitzt auf dem Planeten fest und wird genötigt, in verschiedenen Fernsehsendungen mitzuwirken. Ihm gelingt es jedoch nicht, das Publikum zu unterhalten und wird bei ständig fallenden Quoten letztendlich dazu verurteilt, Teil des Publikums zu werden. Das Publikum besteht aus abgetrennten Köpfen, die nichts weiter tun können, als dem Fernsehprogramm zu folgen und ihre Bewertungen abzugeben. |           |                          |                     |                      |                                       |                   |                                                  |
| 10 | 6         | Stans Prozess            | Stan’s Trial        | 15. Jan. 1999        | 6. Okt. 1999                          | Srinivas Krishna  | Lex Gigeroff & Paul Donovan                      |
| Stan fliegt zu einem anderen Liebeshotel. Stan steht jedoch als Erz-Verräter auf der Fahndungsliste der Reformplaneten. Er soll für die Zerstörung von 100 Reformplaneten vor Gericht gestellt werden. Die Staatsanwältin scheint jedoch ihre eigenen geheimen Pläne mit Stan zu haben. Sie möchte Stan foltern und hinrichten. |           |                          |                     |                      |                                       |                   |                                                  |
| 11 | 7         | Liebe gedeiht            | Love Grows          | 22. Jan. 1999        | 13. Okt. 1999                         | David MacLeod     | Jeffrey Hirschfield                              |
| Eine Gruppe von Weltraumbergleuten trifft auf der Lexx ein, zwei sexistische Männer und eine große, maskuline Frau. Sie bringen ein Virus mit sich, das eine Geschlechtsumwandlung bei allen Menschen bewirkt, die mit ihm in Kontakt kommen. Auch Xev und Stan werden infiziert. Das Virus verändert nur die Genitalien und die Stimme, nicht jedoch das äußere Erscheinungsbild der infizierten. Die Männer werden extrem feinfühlig und die Frauen werden zu unersättlichen Sexbesessenen. In dieser Episode wird der Traum von Stanley Tweedle endlich wahr und er hat Sex mit Xev, wenn auch dabei ihre Geschlechter vertauscht sind. |           |                          |                     |                      |                                       |                   |                                                  |
| 12 | 8         | White Trash              | White Trash         | 29. Jan. 1999        | 10. Nov. 1999                         | Chris Bould       | Lex Gigeroff & Paul Donovan                      |
| Auf der Lexx erscheint eine Familie, die Golleans. Nach einer Liebesnacht mit Sissy Gollean, der ältesten Tochter, wird Stanley Tweedle durch Pa Gollean angegriffen. Dieser will Stanley umbringen. Sissy kann ihn jedoch davon überzeugen, dass Stanley jetzt zur Familie gehört, da sie ihn gern heiraten möchte. Pa stimmt der Heirat zu und die Lexx fliegt zu ihrem Heimatplaneten Vermal. Dort will Pa Rache an den Einwohnern nehmen. Auf dem Planeten angekommen, hilft Kai Norb Gollean, dem Adoptivsohn der Familie, seinen Eltern mit dem Raumschiff seines leiblichen Vaters zu entkommen. |           |                          |                     |                      |                                       |                   |                                                  |
| 13 | 9         | Ein Körper für 790       | 791                 | 5. Feb. 1999         | 10. Juli 2002                         | Jörg Buttgereit   | Jeffrey Hirschfield & Paul Donovan               |
| Die Crew der Lexx empfängt ein Notsignal von einem zerstörten Schiff. Lyekka besteht darauf, dass sie das Schiff untersuchen, denn sie ist hungrig und möchte nicht die Besatzung der Lexx essen, da diese ihre Freunde sind. Lyekka möchte alle Überlebenden essen, aber Xev hat einige moralische Einwände dagegen. Im Inneren des zerstörten Schiffes finden sie Behälter mit schlagenden Herzen darin. 790 findet einen Cyborg, dessen Körper er nutzen will, um endlich Xev die vollendete Liebe schenken zu können. |           |                          |                     |                      |                                       |                   |                                                  |
| 14 | 10        | Der Untote               | Wake The Dead       | 12. Feb. 1999        | 17. Juli 2002                         | Chris Bould       | Jeffrey Hirschfield                              |
| Eine Gruppe weniger intelligenter Teenager kommt an Bord der Lexx. Nach einer ultimativen Party programmiert einer davon versehentlich Kai zur Killermaschine um. Kai bringt daraufhin systematisch jeden an Bord um, beginnend mit den Teenagern. Xev und Stan fürchten, dass sie die Lexx deshalb für immer verlassen müssen. Im letzten Moment werden sie jedoch gerettet, als Kais Protoblut ausgeht. |           |                          |                     |                      |                                       |                   |                                                  |
| 15 | 11        | Planet der Mönche        | Nook                | 19. Feb. 1999        | 24. Juli 2002                         | Bill Fleming      | Paul Donovan                                     |
| Xev überredet Stanley Tweedle, neue Planeten zu erkunden, indem sie ihm Sex mit ihr verspricht, wenn sie auf dem nächsten Planeten keinen Sexpartner findet. Auf dem Planeten finden sie einen Mönchsorden vor, die alle noch nie von Frauen gehört haben. Die Mönche kopieren historische Schriften, ohne diese lesen zu können, damit sie nicht von den gefährlichen Ideen korrumpiert werden können. Kai fragt ihren Anführer, Bruder Randor, wie sie sich ohne Frauen vermehren, aber Bruder Randor gibt vor, von solchen Dingen nichts zu wissen. Zwischenzeitlich macht Xev einigen Mönchen sexuelle Avancen und stiftet damit einige Unruhe. |           |                          |                     |                      |                                       |                   |                                                  |
| 16 | 12        | Norb                     | Norb                | 26. Feb. 1999        | 2. Okt. 2002                          | Paul Donovan      | Paul Donovan                                     |
| Norb, der Adoptivsohn von Pa Gollean (s. 2.08), umfliegt einen großen Satelliten. Plötzlich wird dieser von Mantrid-Drohnen gefressen. Diese beginnen, Norb zu jagen und Norb entkommt nur knapp. Lexx und die Crew hören seinen Notruf und nehmen ihn auf. Sobald Norb an Bord ist, benimmt er sich sehr merkwürdig und es stellt sich heraus, dass er aus Mantrid-Drohnen besteht. 790 wird getötet. Es stellt sich heraus, dass er einen kleinen Teil eines menschlichen Gehirns besitzt, der es ihm auch ermöglicht hat, Xev zu lieben. Die Drohnen überbringen eine Nachricht von Mantrid, die lautet: „Lasst das Spiel beginnen“. Kai und Xev benutzen Kais Protoblut und den Protein-Regenerator, um 790 wieder zum Leben zu erwecken. Die Drohnen beginnen, die Lexx zu essen und mehr Drohnen herzustellen. Die Lexx richtet ihre Zerstörungskraft gegen ihr Inneres und kann so sich und die Crew retten. |           |                          |                     |                      |                                       |                   |                                                  |
| 17 | 13        | Zwielicht                | Twilight            | 5. März 1999         | 9. Okt. 2002                          | Chris Bould       | Paul Donovan, Jeffrey Hirschfield & Lex Gigeroff |
| Stanley Tweedle wird sehr krank und die Crew bringt ihn zu dem Planeten Ruuma. Sie treffen dort auf eine merkwürdige Familie: der Vater, Roada, der letzte Diener des Göttlichen Ordens, wurde von seinen Mitstreitern nach dem Tode des Göttlichen Schattens auf diesem Planeten zurückgelassen; die Mutter, Hidea, ist eine Schreckschraube; die Tochter, Lomea, steht voll auf Gothic. Auf dem Planeten führen die toten Körper aller Göttlichen Schatten eine Art Zombie-Dasein. Roada war für die toten Körper verantwortlich, solange der Cluster intakt war, aber er verliert immer mehr die Kontrolle über die Situation. Die Kräfte, die auf dem Planeten wirken, haben auch einen merkwürdigen Effekt auf Kai. Xev wird von einem der Zombie-Körper gebissen, aber Lyekka rettet die Situation. |           |                          |                     |                      |                                       |                   |                                                  |
| 18 | 14        | Der Himmel stirbt        | Patches In The Sky  | 12. Mär. 1999        | 23. Okt. 2002                         | David MacLeod     | Paul Donovan & Lex Gigeroff                      |
| Stan träumt schlecht, und Xev rät ihm, irgendwas Bedeutsames zu tun, damit er sich besser fühlt. Versehentlich zerstört Stan einen Bergbauplaneten. Vorher hatte ihm der Administrator-Roboter noch von einer Maschine erzählt, die Menschen ermöglicht, ihre Träume zu kontrollieren. Fruitcake, ein Kunde der Traummaschine berichtet Gubby, dem Besitzer der Traummaschine über Löcher im Himmel. In wenigen Tagen wird das gesamte Universum von Mantrid-Drohnen verschlungen worden sein. Gobby entflieht der schrecklichen Realität durch Drogen. Stan und die Crew treffen ein und Stan benutzt die Maschine. Sein Traum wird zum Albtraum, als er von Giggerota gejagt wird. Xev begibt sich auch in die Traumwelt, um ihn zu retten und Kai kämpft in der Realität darum, sie beide zu retten. |           |                          |                     |                      |                                       |                   |                                                  |
| 19 | 15        | Woz                      | Woz                 | 19. Mär. 1999        | 16. Okt. 2002                         | David MacLeod     | Paul Donovan & Lex Gigeroff                      |
| 790 enthüllt, dass Xev ein Verfallsdatum hat und dass dieses in 79 Stunden abläuft. Deshalb begibt sich die Lexx zum Planeten Woz, wo sich das einzige noch existierende Lusticon befindet, die Maschine, die Menschen in Liebessklaven verwandelt. Bevor sie diese dafür nutzen können, Xevs Verfallsdatum zu überschreiben, werden Stan und Kai in einen Krieg zwischen dem Wozzard und der Dunklen Lady verwickelt. Beide haben sehr verschiedene Ansichten bezüglich des Lusticon. |           |                          |                     |                      |                                       |                   |                                                  |
| 20 | 16        | Spinnweben               | The Web (1)         | 26. März 1999        | 30. Okt. 2002                         | Chris Bould       | Jeffrey Hirschfield & Paul Donovan               |
| Die Crew beschließt, vor Mantrid in die Dunkle Zone zu fliehen. Sie müssen aber erfahren, dass das einzige verbliebene Portal sich im Mittelpunkt des Universums befindet. Kai warnt sie, dass viele bizarre und unwahrscheinliche Dinge dort existieren. Eine spinnenartige Kreatur fängt die Lexx in einem großen Netz und kontrolliert Stanley Tweedle. 790 bemerkt, dass irgendetwas mit Stan nicht stimmt, aber da alle der ständigen Beschimpfungen von 790 gegenüber Stan leid sind, hört niemand auf ihn. Spinnweben (Teil 1) erzählte die Geschichte geradlinig, während Das Netz (Teil 2) die Hintergrundinformationen liefert, in denen einige Handlungsstränge besser erklärt werden. |           |                          |                     |                      |                                       |                   |                                                  |
| 21 | 17        | Das Netz                 | The Net (2)         | 2. Apr. 1999         | 6. Nov. 2002                          | Chris Bould       | Jeffrey Hirschfield & Paul Donovan               |
| Das Netz (Teil 2) liefert mehr Hintergrundinformationen und erklärt einige Handlungsstränge besser. Ansonsten sind weite Teile der Handlung identisch zu Spinnweben (Teil 1). |           |                          |                     |                      |                                       |                   |                                                  |
| 22 | 18        | Der Letzte der Brunnen G | Brigadoom           | 9. Apr. 1999         | 13. Nov. 2002                         | Bill Fleming      | Paul Donovan & Lex Gigeroff                      |
| Auf der Flucht vor den Drohnen-Armeen Mantrids trifft die Lexx auf ein merkwürdiges, im Weltall treibendes Theater. Als sie eintreten, erklingt Musik und ein Musical wird aufgeführt. Das Musical beleucht die Geschichte von Kai und seinem Volk, den Brunnen G. Kai und Xev nehmen an der Darbietung Teil: Kai als er selbst, als er noch lebte und Xev als Kais Geliebte. Am Ende der Episode überzeugt die Botschaft des Musicals auch Stanley Tweedle: tapfer zu kämpfen, selbst im Angesicht der sicheren Niederlage. Die Crew ist nun entschlossen, nicht vor Mantrid zu fliehen, sondern sich dem Kampf zu stellen. Die Inspiration für das Musical kam von dem Musical Brigadoon, in dem eine verfluchte Stadt nur für einen Tag alle 100 Jahre erscheint. |           |                          |                     |                      |                                       |                   |                                                  |
| 23 | 19        | Brizon                   | Brizon              | 16. Apr. 1999        | 20. Nov. 2002                         | Paul Donovan      | Paul Donovan                                     |
| Um die Mantrid-Drohnen bekämpfen zu können, sucht die Crew per Notruf nach Hilfe in dem rapide schrumpfenden Universum. Sie treffen auf Brizon, Mantrids Lehrer, Mentor und Vorgänger als Oberster Biovizier. Brizon besteht aus kaum mehr als einem zerfallenden Körper; ihm gelingt es aber, sich parasitär an Xevs Leber zu hängen. Mantrid ist sein ständiger Rivale und deshalb will er helfen, ihn zu besiegen. Sein Plan besteht darin, einen intakten Drohnen-Arm einzufangen und mit ihm einen Code zu aktivieren, den er in Mantrids Maschine einst einprogrammiert hatte. Mantrid stellt sich für eine Weile tot und enthüllt dann, dass das alles von Anfang an sein Plan war. |           |                          |                     |                      |                                       |                   |                                                  |
| 24 | 20        | Das Spiel ist aus        | End Of The Universe | 23. Apr. 1999        | 27. Nov. 2002                         | Paul Donovan      | Paul Donovan, Lex Gigeroff & Jeffrey Hirschfield |
| In einem letzten verzweifelten Versuch, des Universums des Lichts vor den Mantrid-Drohnen zu retten, entdeckt 790, dass auch er sich selbst replizierende Drohnen schaffen kann, um Mantrid zu bekämpfen. Kai und 790 arbeiten einen Plan aus: Mantrid so lange abzulenken, bis er einen Fehler begeht und zu viele Drohnen gleichzeitig an einer Stelle zusammenzieht. Dies hat ein riesiges Schwarzes Loch zur Folge, in dem das gesamte Universum des Lichts kollabiert. Bei diesem Ereignis wird die Lexx wieder in das Dunkle Universum geschleudert. Lyekkas Schote ist beschädigt und sie begibt sich auf eine Selbstmordmission in Mantrids Kommandozentrale. Sie wird getötet, aber ein kleiner Teil ihres Bewusstseins geht an Stan über. |           |                          |                     |                      |                                       |                   |                                                  |

## Staffel 3
Die Erstausstrahlung der dritten Staffel, die aus 13 Episoden besteht, war vom 6. Februar bis zum 30. April 2000 auf dem britischen Sender Sci-Fi Channel zu sehen. Die deutschsprachige Erstausstrahlung erfolgte vom 1. bis zum 22. März 2006 auf dem Pay-TV-Sender Sci Fi.
Die Lexx ist in der Umlaufbahn der beiden kriegsführenden Planeten Feuer und Wasser gefangen. Die Crew macht Bekanntschaft mit dem charismatischen, aber bösen Prince. Die beiden Planeten umkreisen einander und es existiert ein atmosphärischer Tunnel zwischen den beiden. Die Einwohner von Feuer attackieren den Planeten Wasser ohne ersichtlichen Grund. Die Beherrscher von Feuer sind Prince und Duke. Wasser scheint keinen Herrscher zu haben; die geringe Bevölkerung lebt auf schwimmenden Inseln.
| Nr. (ges.) | Nr. (St.) | Deutscher Titel              | Originaltitel  | Erstausstrahlung UK | Deutschsprachige Erstausstrahlung (D) | Regie             | Drehbuch                    |
| --- | --------- | ---------------------------- | -------------- | ------------------- | ------------------------------------- | ----------------- | --------------------------- |
| 25 | 1         | Feuer und Wasser             | Fire And Water | 6. Feb. 2000        | 1. März 2006                          | Chris Bould       | Paul Donovan & Lex Gigeroff |
| Nachdem die Lexx über 4332 Jahre durch den Raum trieb, erreicht sie den Orbit um die beiden Zwillingsplaneten Feuer und Wasser. Der Herrscher von Feuer, Prince, leitet eine Expedition in einem Ballon zur Lexx. Er bringt Stan und Xev nach Feuer. Er hält Stan für wenig nützlich und stellt ihn zur Zwangsarbeit ab. Er umwirbt Xev und sie verliebt sich fast in den romantischen Beherrscher des Planeten. Kai erwacht und repariert 790, welcher daraufhin in Kai verliebt ist. Da keine Motte mehr intakt ist, beschließt er, sich auf den Planeten Wasser fallen zu lassen, um die restliche Crew zu finden. |           |                              |                |                     |                                       |                   |                             |
| 26 | 2         | May                          | May            | 13. Feb. 2000       | 2. März 2006                          | Chris Bould       | Paul Donovan                |
| Nachdem Kai auf den Planeten Wasser gesprungen ist, trifft er auf die schöne May; die einzige Überlebende eines Angriffs auf die Stadt. Er bringt einen der angreifenden Ballons in seine Gewalt und segelt damit zum Planeten Feuer. Nachdem Prince erfahren hat, dass Stan den Key zur Lexx hat, wird dieser aus der Zwangsarbeit entlassen. Nachdem alle von Kai gerettet wurden, versucht May, Stan dazu zu überreden, Feuer zu zerstören. Lexx ist am Verhungern und kann sich nicht fortbewegen, bevor sie etwas gegessen hat. Eine kleine Wunde an Mays Schulter hat sich entzündet und sie droht zu sterben. Prince sucht Stanley auf und schlägt ihm einen Handel vor. Er kann May für immer haben, wenn er den Planeten Wasser zerstört. |           |                              |                |                     |                                       |                   |                             |
| 27 | 3         | Stadt der Spiele             | Gametown       | 20. Feb. 2000       | 6. März 2006                          | Bill Fleming      | Paul Donovan & Lex Gigeroff |
| Stanley überlegt, wie er Wasser zerstören kann. Kai weckt die Mottenbrüter und geht dann nach Gametown, um Futter für die Lexx zu suchen. Gametown ist eine schwimmende Stadt. Sie ist bevölkert mit Sportenthusiasten, die den ganzen Tag nur Basketball zu spielen scheinen. Es gibt aber einen Einwohner, der nicht so richtig hineinzupassen scheint: Fifi. Er hält sich nicht an die Spielregeln und stiehlt schließlich die Motten. Er nutzt seine Chance, um nach Feuer zu gelangen und sich dort Duke anzuschließen, um Wasser zu zerstören. Stanleys Versuch, Wasser zu zerstören schlägt fehl, weil Xev ihn mit ihren Brüsten fast erstickt, so dass er den Befehl an die Lexx nicht geben kann. May verspottet ihn und verschwindet mit Prince. |           |                              |                |                     |                                       |                   |                             |
| 28 | 4         | Die Blumeninsel              | Boomtown       | 27. Feb. 2000       | 7. März 2006                          | Chris Bould       | Paul Donovan & Lex Gigeroff |
| Duke und Fifi greifen Gametown an. Sie töten alle und brennen die Stadt nieder. Duke mag Fifi. Kai erobert eine angreifende Motte und begibt sich mit Bunny und Xev nach Boomtown. In Boomtown beschäftigen sich die Einwohner vorrangig mit Essen und Sex. Stan hat mit fünf Frauen Sex. Xev ist nicht so glücklich. Die Männer in Boomtown scheinen mehr auf ein endloses Vorspiel als auf echten Sex zu stehen. Bunny versucht immer noch, mit Kai Sex zu haben. Er schneidet seine rechte Hand ab, um ihr zu demonstrieren, wieso er keinen Sex mit ihr haben kann. May tötet Prince auf Feuer. Duke und Fifi beschließen, zur Strafe May und Dukes früheren Stellvertreter zu teeren und anzuzünden. Duke und Fifi fliegen nach Boomtown und brennen es nieder. Kai kapert eine der angreifenden Motten. |           |                              |                |                     |                                       |                   |                             |
| 29 | 5         | Einer zuviel an Bord         | Gondola        | 5. März 2000        | 8. März 2006                          | Bill Fleming      | Paul Donovan                |
| Duke und Fifis Motte ist schwer beschädigt und sie müssen in der Wüste auf dem Planeten Feuer landen. Duke weiß, dass sie in der Hitze nicht lange überleben können. Bunny, Xev, Stan und die zwei Kais finden einen Ballon und versuchen damit, die großen Lavaseen zu überqueren. Sie bemerken schon bald, dass sie nicht genug Treibstoff haben, um dies zu schaffen. Um Gewicht zu verlieren, springt der tote Kai aus dem Ballon und macht sich zu Fuß auf den Weg in die nächste Stadt. Duke hat sich in der Zwischenzeit entschieden, einfach sitzenzubleiben und zu warten, bis er stirbt. Darüber ist Fifi etwas irritiert. Duke erklärt ihm daraufhin das Reinkarnationssystem von Feuer und Wasser. Die Lexx-Crew nimmt die beiden nach einigen moralischen Diskussionen auf, allerdings tötet der lebende Kai Duke kurze Zeit später, da dieser erkannt hat, wer er wirklich ist. In der Nacht wird Bunny über Bord geworfen. Stan und Xev schaffen es nach K-Town und müssen sich dort gegen den lebenden Kai verteidigen. Dieser ist nämlich in Wirklichkeit eine Reinkarnation von Prince. |           |                              |                |                     |                                       |                   |                             |
| 30 | 6         | Mantrids Erwachen            | K-Town         | 12. März 2000       | 9. März 2006                          | Robert Sigl       | Paul Donovan & Lex Gigeroff |
| In K-Town bekommen es Xev und Stan mit Tunneln und deren verrückten und bösen Bewohnern zu tun. Sie treffen Menschen, die sie gern mit Steinen bewerfen. Kai trifft ebenfalls ein, findet Xev und Stan und hat dann einen Systemfehler. Beim Sprung aus der Lexx auf Wasser hat er Schaden genommen. In den Tunneln treffen sie auf Mantrid, der sich allerdings nicht an sein früheres Leben als Biovizier erinnern kann. Er hilft der Crew, Kais Systemfehler zu beheben. Da das alles nichts hilft, schlägt Kai vor, dass Xev und Stan ihn vom Turm stoßen, in der Hoffnung, dass dann sein Systemfehler behoben ist. Das funktioniert nicht und er wird gefangengenommen. |           |                              |                |                     |                                       |                   |                             |
| 31 | 7         | Der Schrecken der Katakomben | Tunnels        | 19. März 2000       | 13. März 2006                         | Bruce McDonald    | Paul Donovan & Lex Gigeroff |
| Kai wird vor eine Kommission gestellt, die seine menschlichen Schwächen aufdecken soll. Kai ist an dem Ausgang des Prozesses nicht interessiert und besteht darauf, dass er vom Turm gestoßen wird. Das Gericht fragt ihn, ob er als Attentäter jemanden getötet habe. Das ist Gelegenheit für Kai, wieder seine übliche Rede zu halten: „Ich habe Mütter mit ihren Babys getötet. Ich habe große Philosophen und stolze junge Krieger getötet. Ich habe die Guten und die Bösen getötet, die Intelligenten, die Schwachen und die Schönen. Aber es ist schon eine Weile her, seit ich einen ganzen Raum voll kleinlicher Bürokraten abgeschlachtet habe.“ In der Zwischenzeit fällt Stan in die Hände eines Amateur-Chirurgen, der der Meinung ist, dass Stan Organe hat, ohne die er sich besser fühlen würde. Prince spielt den Guten und rettet Stan. Xev gerät an Frauen, die Bärenfallen mögen. |           |                              |                |                     |                                       |                   |                             |
| 32 | 8         | Der neue Käpt’n              | The Key        | 26. März 2000       | 14. März 2006                         | Chris Bould       | Paul Donovan                |
| Prince benutzt bei seiner nächsten Reinkarnation Xevs Aussehen, um an den Schlüssel zur Lexx zu kommen. Stan wird von 790 untersucht und sie stellen fest, dass der Schlüssel entweder kurz vor dem Tod oder durch sexuelle Ekstase übertragen werden kann. Prince erklärt sich bereit, Stan den ultimativen sexuellen Höhepunkt zu bescheren und kommt dadurch in Besitz des Schlüssels. Kai ist misstrauisch geworden und testet Xev, indem er sie küsst. Nachdem Prince in Besitz des Schlüssels ist, widerruft er den Befehl, Feuer zu zerstören und richtet die Lexx gegen Wasser. Kai tötet Xev und der Schlüssel geht wieder an Stan über. |           |                              |                |                     |                                       |                   |                             |
| 33 | 9         | Gärtnerinnen der Liebe       | Garden         | 2. Apr. 2000        | 15. März 2006                         | Bruce McDonald    | Paul Donovan & Lex Gigeroff |
| Kai und Stan finden die richtige Xev, die sich immer noch auf Feuer befindet. Sie fliegen nach Wasser, in die Stadt Garden. Dort treffen sie drei Frauen, die den ganzen Tag die zahlreichen Pflanzen pflegen. Kai beschließt, sich selbst zu kompostieren. Stan will gern bleiben. Xev möchte aber einen Mann finden und gern gehen. In einem Ritual mit halluzinogenen Pilzen erschaffen die Gärtnerinnen eine neue Lyekka-Pflanze. Mit ihrer Erlaubnis werden sie von Lyekka gefressen. Stanley sagt Xev, dass er froh ist, sie getroffen zu haben. |           |                              |                |                     |                                       |                   |                             |
| 34 | 10        | Die Schlacht der Gondeln     | Battle         | 9. Apr. 2000        | 16. März 2006                         | Christoph Schrewe | Paul Donovan                |
| Garden wird von Prince geplündert und Stans Liebe, Lyekka stirbt mit fünf Pfeilen im Rücken. Xev wird entführt und Kai kapert einen der angreifenden Ballons. In dem darauffolgenden Kampf sterben sowohl Prince als auch Priest. Stan und Kai erreichen die Lexx und suchen danach nach Xev, die durch die Wüste läuft. Der reinkarnierte Prince geht mit ihr, da er sie in der Hitze sterben sehen will. Sie ist der erste Mensch, den er das erste Mal sterben sehen wird. Allerdings erweist sich Xev auf Grund ihrer Clustelizard-Gene als ziemlich hitzebeständig und so ist es Prince, der als Erster stirbt. Eine der Episoden mit den besten visuellen Effekten. |           |                              |                |                     |                                       |                   |                             |
| 35 | 11        | Girl Town                    | Girltown       | 16. Apr. 2000       | 20. März 2006                         | Chris Bould       | Lex Gigeroff                |
| Stan und Kai suchen in Girltown nach Xev. Stans Körper erweckt das Interesse der Queen (die reinkarnierte Gigerotta), die keinen Körper hat. Sie wird in ihrem Vorhaben aufgehalten durch das weibliche Komitee von Girltown, das die nicht-sie- und nicht-er-Problematik endlos diskutiert. Zwischenzeitlich befreit Kai die Dragqueens, die nicht wissen, warum sie eigentlich auf Feuer gelandet sind, da sie eigentlich ganz nett sind. Bei der Flucht nach Wasser werden sie von der Lexx gefressen. Stan und Kai fallen auf Wasser ins Meer. Kai sinkt wie ein Stein ins Wasser. Mit Gaststar Jimmy Somerville. |           |                              |                |                     |                                       |                   |                             |
| 36 | 12        | Ufer der Entscheidung        | The Beach      | 23. Apr. 2000       | 21. März 2006                         | Paul Donovan      | Paul Donovan                |
| Stan ertrinkt und wird an einen metaphysischen Strand gespült. Dort trifft er auf Prince, der ihm erklärt, dass jetzt über ihn Gericht gehalten wird. Stan wird gefragt, ob er irgendetwas Böses in seinem Leben getan hat. Stanley kann sich an nicht böses erinnern. Er wird nicht dafür verurteilt, die 94 Reformplaneten zerstört zu haben, da er dies nicht absichtlich getan hatte. Prince hält ihm seine Feigheit und den Versuch vor, Wasser zu zerstören. Xev findet Stans Körper und tut ihn in die Kältekammer, während sie nach Kai sucht. Kai sinkt nach unten zum Zentrum des Planeten Wasser. Dort sieht er viele Seelen, unter anderem seine eigene. Im Zentrum angekommen, passiert er ein weißes Licht. Danach erwacht er auf Gametown. Stan wird zur Hölle verurteilt. |           |                              |                |                     |                                       |                   |                             |
| 37 | 13        | Himmel und Hölle             | Heaven & Hell  | 30. Apr. 2000       | 22. März 2006                         | Paul Donovan      | Paul Donovan                |
| Xev findet Kai, der dann in das Zentrum des Planeten Feuer springt, um Stan zu retten. Er hat im Zentrum des Planeten eine Unterhaltung mit Prince, der ihm Stanley zeigt. Dieser befindet sich in einer roten Aufbewahrungswolke für böse Seelen, wo die Seelen darauf warten, auf Feuer reinkarniert zu werden. Dort werden sie dann gefoltert und getötet, nur um dann wiedergeboren zu werden bis in alle Ewigkeit. Xev befreit Kai, indem sie Feuer zerstört. Daraufhin erlangt Prince die Kontrolle über die Lexx und zerstört Wasser. Die guten und die bösen Seelen werden daraufhin freigesetzt und fliegen zur Erde, die sich auf der anderen Seite der Sonne befindet. Prince bedankt sich bei der Crew dafür, dass sie ihn freigelassen haben. Stan erwacht wieder zum Leben, aber er erinnert sich nicht an das Gericht. |           |                              |                |                     |                                       |                   |                             |

## Staffel 4
Die Erstausstrahlung der vierten und letzten Staffel, die aus 24 Episoden besteht, war vom 13. Juli 2001 bis zum 26. April 2002 auf dem US-amerikanischen Sender Sci-Fi Channel zu sehen. Die vierte Staffel wurde nie auf Deutsch synchronisiert, daher existieren auch keine deutschen Episodentitel und Erstausstrahlungsdaten.
Die Lexx erreicht die Erde im frühen 21. Jahrhundert. Prince ist auf der Erde der Leiter der „Behörde für Alkohol, Tabak, Waffen und Sprengstoff“. Die Besatzung der Lexx trifft auf der Erde viele alte Bekannte sowohl aus dem „Universum des Lichts“ als auch von Feuer und Wasser wieder.
| Nr. (ges.) | Nr. (St.) | Deutscher Titel | Originaltitel           | Erstausstrahlung USA | Deutschsprachige Erstausstrahlung (D) | Regie                            | Drehbuch                                            |
| --- | --------- | --------------- | ----------------------- | -------------------- | ------------------------------------- | -------------------------------- | --------------------------------------------------- |
| 38 | 1         | –               | Little Blue Planet      | 13. Juli 2001        | –                                     | Paul Donovan                     | Paul Donovan                                        |
| Die Lexx hat die Erde erreicht und Stanley Tweedle beginnt Verhandlungen mit dem Präsidenten der USA. Die Verhandlungen gehen ziemlich daneben und Isambard Prince, der Chef des ATF, hat den Plan, die Lexx mit russischen psychopathischen Killern in einem Spaceshuttle angreifen zu lassen. Prince’ alter Kumpel Priest vom Planeten Feuer ist der neu gewählte Präsident. Lexx ist sehr hungrig und isst einen großen Bissen vom Amazonas-Regenwald. |           |                 |                         |                      |                                       |                                  |                                                     |
| 39 | 2         | –               | Texx Lexx               | 20. Juli 2001        | –                                     | Chris Bould                      | Paul Donovan & Lex Gigeroff                         |
| Prince fliegt mit einem Shuttle zur Lexx. Kai und Xev fliegen mit einer Motte zur Erde. Diese wird von Missiles angegriffen. 790 gelingt es allerdings, die Missiles umzulenken. Der Kampf wird vom SETI-Team unter der Leitung von Dr. Longbore beobachtet. Dieser berichtet Kai von den Forschungen über Higgs-Bosonen, die schon bald zur Zerstörung der Erden führen werden. Xev lernt einen romantischen texanischen jungen Mann kennen, der sie erst heiraten möchte, bevor er Sex mit ihr haben will. Alle seine Freunde hätten auch gern Sex mit Xev und so erschießen sich alle gegenseitig. Xev wird wegen Mordes verhaftet. |           |                 |                         |                      |                                       |                                  |                                                     |
| 40 | 3         | –               | P4X                     | 27. Juli 2001        | –                                     | Chris Bould                      | Paul Donovan & Lex Gigeroff                         |
| Xev landet in einem texanischen Frauengefängnis. Die Tochter des Leiters rekrutiert attraktive Frauen aus dem Gefängnis und produziert mit ihnen Sendungen für den Internet-Piratensender P4X. Xev wird sehr bekannt mit ihrer Liebessklaven-Geschichte. Sie tritt auch in einer Sexshow auf. Stanley wird beim ATF weit oben an eine Wand gefesselt, zusammen mit dem psychopathischen Schuljungen Digby. Diesem erzählt er alles über den Schlüssel zur Lexx. Prince versucht, den Schlüssel zu erlangen. |           |                 |                         |                      |                                       |                                  |                                                     |
| 41 | 4         | –               | Stan Down               | 3. Aug. 2001         | –                                     | Colin Bucksey                    | Lex Gigeroff & Paul Donovan                         |
| Priest macht mit Stan einen Handel und versucht, Prince zu töten. Er trifft aber daneben und löscht dabei Orlando, Florida, aus. Um seine Präsidentschaft zu retten, macht er Kuba für die Zerstörung Orlandos verantwortlich. Auch Kuba wird daraufhin vollständig von den USA zerstört. Genevieve G Rota (Giggerota) wird zum Papst ernannt. Eine Katze wird von einer Karotte befallen. |           |                 |                         |                      |                                       |                                  |                                                     |
| 42 | 5         | –               | Xevivor                 | 10. Aug. 2001        | –                                     | Christoph Schrewe                | Jeffrey Hirschfield                                 |
| Stan und Xev treten in der Reality-Show Xevivor auf, die auf der Insel Zig Zig gedreht wird. Die Insel ist aber bereits mit den außerirdischen Killer-Karotten verseucht. Der Hauptpreis für die männlichen Teilnehmer von Xevivor ist Xev. Stan wird von 790 als Joker in die Show eingeschleust. Nach und nach werden die Teilnehmer und die Filmcrew von den Karotten in Zombies verwandelt. Farley (Fifi), der Produzent der Sendung, macht sich vor allem Sorgen um seine eigene sexuelle Orientierung. Zwischenzeitlich zeigt Tina in Dr. Longbores Labor Kai einen Film über Transsilvanien. |           |                 |                         |                      |                                       |                                  |                                                     |
| 43 | 6         | –               | The Rock                | 17. Aug. 2001        | –                                     | Stephen Reynolds                 | Lex Gigeroff & Paul Donovan                         |
| Da der Präsident der USA Stan zum König von Neufundland gemacht hat, macht die Crew einen kurzen Abstecher dorthin. Stan möchte gern seine loyalen Untertanen kennenlernen, diese ignorieren ihn aber weitestgehend oder spucken ihm sogar ins Gesicht. Es stellt sich heraus, dass in Neufundland sein alter Ego Brud lebt und dass dieser nicht eben beliebt ist. Brud findet sehr bald heraus, was es mit Stan auf sich hat, und übernimmt dessen Rolle. Er trifft Bunny, die Frau des Präsidenten. Sie wurde von Prince und dem Präsidenten entsandt, um Stan zum Bleiben zu überreden. Sie hat Sex mit ihm, weil das der Präsident von ihr verlangt hatte. Aber Brud bleibt nicht, sondern begibt sich zur Lexx und stiehlt auch noch ihr gesamtes Geld. 790 stößt ihn vom Kommandodeck. Zwischenzeitlich wird Stan gefangengehalten, da er für Brud gehalten wird. Kai spielt in einer Kneipe Klavier und bald singt die gesamte Kneipe mit ihm Yo Way Yo. Priest wirft eine Atombombe auf Neufundland. |           |                 |                         |                      |                                       |                                  |                                                     |
| 44 | 7         | –               | Walpurgis Night         | 24. Aug. 2001        | –                                     | Colin Bucksey                    | Tom de Ville & Paul Donovan                         |
| Kai will nach Transsilvanien gehen, um dort mehr über die Vampirlegenden zu erfahren. Die Crew trifft dort auf abergläubische Einheimische, Fledermäuse, Van Helsing und drei Gothic-Girls. Sie werden zur Walpurgisnacht auf das Schloss eingeladen. Ihr Gastgeber ist ein britischer Schauspieler, der den Grafen Dracula spielt. Kai wird von Greenfield in einem Sarg gefangen. Stan organisiert in der Kneipe einen Mob gegen das Schloss. Das Schloss wird gestürmt und Dracula wird getötet. Die Gothic-Girls erwecken Vlad mit einer kleinen Menge Protoblut. |           |                 |                         |                      |                                       |                                  |                                                     |
| 45 | 8         | –               | Vlad                    | 7. Sep. 2001         | –                                     | Christoph Schrewe                | Tom de Ville, Paul Donovan & Lex Gigeroff           |
| Die Gothic-Girls bringen Stan über ein Ritual unter ihre Kontrolle. Er lässt sie auf der Lexx landen. Dort stehlen sie Kais Protoblut-Vorräte für Vlad. 790 befreit Stan vom Parablut und Kai kehrt zur Erde zurück, um dem Göttlichen Vollstrecker gegenüberzutreten. Ihr Kampf endet auf der Lexx, wo Vlad Xev und Stan beißt. Das Parablut hat keinen Einfluss auf Xev und ihr gelingt es, Vlad in einer der Kryoeinheiten einzufrieren. |           |                 |                         |                      |                                       |                                  |                                                     |
| 46 | 9         | –               | Fluff Daddy             | 14. Sep. 2001        | –                                     | Chris Bould                      | Jeffrey Hirschfield & Paul Donovan                  |
| Prince lockt die Crew zurück zur Erde. Bunny wird wieder vorgeschickt, um Sex mit Stan zu haben. Auf Bunnys Pornovideo erkennt Stan Lyekka (LoLo) wieder. Er will ihr nahekommen und gibt vor, an der Pornoproduktion teilnehmen zu wollen. Prince zeigt Xev den lebenden Kai. Dieser ist ein Schauspieler, der sein Leben der Kunst gewidmet hat und sich die Füße tackert, um den Schmerz zu spüren, und auf der Bühne schläft. Er möchte bis zum Ende seiner Show zölibatär leben (zwei bis sechs Monate). Da sich Xev gerade auf dem Höhepunkt ihres siebenjährigen Reproduktionszyklus als Clusterlizzard befindet, frisst sie den lebenden Kai. Stan benutzt Prince und die ATF, um an Lyekka heranzukommen. Sie stiehlt zusammen mit ihrem Regisseur eine Motte und begibt sich zur Lexx. Dort tauen sie Vlad auf. Stan wird wegen Diebstahls verhaftet. |           |                 |                         |                      |                                       |                                  |                                                     |
| 47 | 10        | –               | Magic Baby              | 28. Sep. 2001        | –                                     | Colin Bucksey                    | Paul Donovan & Lex Gigeroff                         |
| Die Crew trifft auf Uther, der sie zum Spaceshuttle fährt. Zurück auf der Lexx treffen sie auf Vlad. Uther wird zu ihrem Sklaven gemacht und Xev wird getötet. Vlad saugt die Energie aus Kai heraus. Stan findet den Mut, Vlad mit dem magischen Stab vom Uther zu vernichten. |           |                 |                         |                      |                                       |                                  |                                                     |
| 48 | 11        | –               | A Midsummer’s Nightmare | 24. Okt. 2001        | –                                     | Carl Harvey                      | Jon Spira, Andrew Selzer & Paul Donovan             |
| Basierend auf Ein Sommernachtstraum. Stan und Kai bringen Xevs Körper zum Fest des Morgath, da Uther ihnen gesagt hatte, dass die Toten dort erweckt werden könnten. Dort erkennt Oberon in ihnen den Roten Narren, den Dunklen Mann und die Tote. Er möchte Xev gern für die nächsten 1500 Jahre heiraten. Deshalb erweckt er sie wieder zum Leben. Kai wird zu einem frohlockenden singenden Baum umgewandelt. Xev weist Oberon zurück. Deshalb wendet er sich an Stan. Diese weist ihn ebenfalls zurück, als er erkennt, dass Oberon 1500 Jahre Sex von ihm will. Titania rettet alle, indem sie Oberon austrickst und er sie für immer heiraten muss. |           |                 |                         |                      |                                       |                                  |                                                     |
| 49 | 12        | –               | Bad Carrot              | 31. Okt. 2001        | –                                     | Colin Bucksey                    | Jeffrey Hirschfield                                 |
| Die Karotten überschwemmen die US-Supermärkte. Führende Wissenschaftler analysieren, wie die Karotten von ihren Opfern Besitz ergreifen. Das Weiße Haus wird von den Karotten übernommen und Prince, Priest und Bunny fliehen zur Lexx. Sie bringen auch eine der Karotten mit sich. 790 tut sich mit der Karotte zusammen, um jeden außer Kai zu eliminieren. Prince bringt Kai Schach bei und bietet ihm eine Wette an. |           |                 |                         |                      |                                       |                                  |                                                     |
| 50 | 13        | –               | 769                     | 8. Feb. 2002         | –                                     | Colin Bucksey                    | Paul Donovan & Lex Gigeroff                         |
| Auf der Lexx haben Stan und Xev die Möglichkeit, Prince zu töten, aber sie bringen es nicht übers Herz. Kais Protoblut wird knapp. 790 möchte gern einen Körper und deshalb hilft er Prince und Priest dabei, die Mottenbrüter zu erwürgen, um an den Schlüssel zur Lexx zu gelangen. Auf der Erde wird sein Roboterkopf auf einen der Mottenbrüter aufgesetzt. Er sucht sich den Penis eines amerikanischen Soldaten aus. Der Präsident befiehlt Bunny, die Crew der Lexx zu töten, aber sie kann das nicht tun. Prince kehrt zur Lexx zurück und tötet fast Stan und Xev. Bunny verliert den Schlüssel, während sie Sex mit Priest hat. Prince wird das erste Mal auf der Erde getötet. |           |                 |                         |                      |                                       |                                  |                                                     |
| 51 | 14        | –               | Prime Ridge             | 15. Feb. 2002        | –                                     | Christoph Schrewe                | Jeffrey Hirschfield                                 |
| Die Crew kauft in Prime Ridge ein Reihenhaus. 790 hat die Geldautomaten so manipuliert, dass sie nur '790' eingeben brauchen und dann jeden Geldbetrag erhalten können, den sie wollen. Es stellt sich heraus, dass Xev nicht kochen kann, Kai ist mit seiner neuen Kühltruhe nicht zufrieden und schon bald sind alle ziemlich vom Fernsehprogramm gelangweilt. Xev bekommt einen Job bei CJD Meat Products als Beraterin. Den Job nimmt sie an, um nette Jungs kennenzulernen, mit denen sie dann Sex haben kann. Dabei lernt sie Cleesby kennen. Stan wird von der Nachbarin zum Essen eingeladen. Kais Protoblut geht zu Ende, er verschenkt das gesamte Geld an zwei Junkies und verhält sich so, als ob auch er was geraucht hätte. Die Episode endet im Kugelhagel; das SWAT-Team zertrampelt die Blumenbeete und wird deshalb von der Nachbarin erschossen. Cleesby und Picolina entscheiden, dass Sex besser ist als schießen und die Junkies klauen die Motte. Die Crew nimmt sich das Auto der Nachbarin, um zu einem Spaceshuttle zu gelangen. |           |                 |                         |                      |                                       |                                  |                                                     |
| 52 | 15        | –               | Mort                    | 22. Feb. 2002        | –                                     | Christoph Schrewe                | Jeffrey Hirschfield & Paul Donovan                  |
| Die Crew flieht vor ihren Verfolgern. Der immer schwächer werdende Kai wird in einem Einkaufswagen transportiert. Sie finden Zuflucht in einem Beerdigungsunternehmen, das von Mort geführt wird. Mort bastelt gerade an seiner Freundin Deedee herum. Sie wurde bei einem Unfall getötet und er ist immer auf der Suche nach Ersatzteilen für sie. Xevs Brüste passen nicht, da sie die falsche Blutgruppe hat. Als er von Kais Protoblut hört, sieht er darin die Möglichkeit, Deedee wieder zum Leben zu erwecken. Kai gibt ihm bereitwillig etwas ab. 790 will nicht mit der Crew kooperieren, da Kai nicht sprechen kann. Xev verspricht dem Polizisten Festus Sex, überlässt ihn aber dann der reanimierten Deedee. Deedee tötet Mort im Namen des Göttlichen Schattens. |           |                 |                         |                      |                                       |                                  |                                                     |
| 53 | 16        | –               | Moss                    | 1. März 2002         | –                                     | Stephen Manuel                   | Lex Gigeroff & Paul Donovan                         |
| Weiter auf der Flucht treffen Xev, Stan und Kai auf Moss, dem Chef der AFR. Er benutzt ihr Wissen und gibt sich gegenüber den Präsidenten als der reinkarnierte Prince aus. Er wird zum Chef der ATF ernannt. Moss ist ein Anhänger von Verschwörungstheorien, die alle etwas mit '666' zu tun haben. Er inszeniert einen Schauprozess für die Crew, wobei er Richter, Verteidiger und Staatsanwalt in Einem ist. Er entscheidet, dass sie zusammen mit dem Präsidenten exekutiert werden sollen. Prince ist im Fernseher wiedergeboren wurden. Er weist Bunny an, der Idaho AFR eine Botschaft zukommen zu lassen. Diese sind in Besitz der Motte und sie begeben sich zur ATF, wo sie die Möglichkeit haben, sich an ihrem alten Rivalen Moss zu rächen. Alle außer der Crew werden erschossen. |           |                 |                         |                      |                                       |                                  |                                                     |
| 54 | 17        | –               | Dutch Treat             | 8. März 2002         | –                                     | Carl Harvey                      | Jeffrey Hirschfield                                 |
| Lexx ist am verhungern und die Crew beschließt, das Schiff zu verlassen und 790 als Strafe für seinen Verrat zurückzulassen. Sie planen, die Erde mit dem Schiff Noah zu verlassen, welches Dr. Longore gebaut hat. Tina entdeckt, dass Dr. Longbore seine eigenen Pläne darüber hat, wer ihn auf dem Flug begleiten soll. Prince geht an Bord der Lexx. Priest und Bunny erschießen fast alle Mottenbrüter, um wieder der Schlüssel zur Lexx zu erlangen. Sie weisen die Lexx an, die Erde zu zerstören. Lexx hat aber zu wenig Energie und so wird nur Ottawa zerstört. Stattdessen frisst sie Holland. Xev erlangt den Schlüssel von Bunny, auf Mädchen-Art. |           |                 |                         |                      |                                       |                                  |                                                     |
| 55 | 18        | –               | The Game                | 15. März 2002        | –                                     | Paul Donovan                     | Paul Donovan                                        |
| Kai hatte Prince versprochen, das Schachspiel fortzusetzen. Prince im Fernseher erinnert ihn jetzt daran. Wenn Kai gewinnt, verspricht Prince, ihm seine sterbliche Seele wiederzugeben. Wenn Kai verliert, sollen Stan und Xev ihm gehören. Kai ist überzeugt davon, dass er gewinnen wird und lässt sich auf den Handel ein, obwohl ihn Stan und Xev vom Gegenteil überzeugen wollen. Er versucht, Prince in Sicherheit zu wiegen, um ihn zu unvorsichtigen Handlungen zu provozieren. Alle Schachfiguren stammen aus Lexx-Episoden. Die Landschaft, in der Kai und Prince spielen ändert sich ständig, je nach Vorteil für die eine oder andere Seite. Kai gewinnt, erhält aber nichts. |           |                 |                         |                      |                                       |                                  |                                                     |
| 56 | 19        | –               | Haley’s Comet           | 22. März 2002        | –                                     | Stephen Manuel                   | Paul Donovan                                        |
| In einer Umlaufbahn des Jupiters entdeckt die Crew ein russisches Raumschiff mit Studenten an Bord, deren einziges Ziel es ist, an Bord der Lexx zu kommen und die Lexx zu übernehmen. Außer Haley. Haley wurde von den anderen ausgetrickst und denkt, sie befände sich auf einer Mission gegen die Konzerne. Eines der Mädchen ist hinter Kai her und 790 wittert seine Chance, alle loszuwerden, indem er Haley manipuliert. Er zeigt ihr, wo noch eine der Black-Pack-Waffen verborgen ist und bringt sie dazu, alle ihre Freunde umzubringen, weil es sich gut anfühlt. |           |                 |                         |                      |                                       |                                  |                                                     |
| 57 | 20        | –               | ApocaLexx Now           | 29. März 2002        | –                                     | Paul Donovan                     | Lexx Gigeroff & Paul Donovan                        |
| Eine Referenz an Apocalypse Now. Stan und die Crew überlegen, ob sie das Mutterschiff der Karotten zerstören sollen. Es erscheint eine Frau, die Lyekka zu verwechseln ähnlich sieht. Sie stimmen zu, sie mit auf die Erde zu nehmen, wenn sie verspricht, nicht die gesamte Menschheit, sondern nur einen Teil davon essen zu wollen. Sie soll darüber mit dem Beherrscher der Erde verhandeln. President Priest und der Papst Gigerotta sind gerade in Vietnam. Der Papst kidnappt Stan und Priest und spielt Benzin-Golf mit ihnen. Nachdem Lyekka den Papst gegessen hat, schlägt Priest vor, dass sie Japan essen soll. Als kleine Abschiedsgeste wirft Priest eine Atombombe auf Vietnam. |           |                 |                         |                      |                                       |                                  |                                                     |
| 58 | 21        | –               | Viva Lexx Vegas         | 5. Apr. 2002         | –                                     | Chris Bould                      | Lex Gigeroff, Jon Spira, Andy Selzer & Frank McGinn |
| Das nächste Spaceshuttle, welches die Crew zur Lexx bringen soll, ist erst in einem Tag startklar. Sie beschließen, die Zeit bis dahin in Las Vegas totzuschlagen. Stan bestellt sich zwei Prostituierte aufs Zimmer. Kai und Xev schickt er raus. Das ägyptische Hotel beherbergt auch die Mumie des Philosophen Drago, den Kai vor Ewigkeiten getötet hatte. Die Mumie geht auf einen Tötungs-Trip. Wir erfahren, dass Kai auch die Pedantischen und die Pseudointellektuellen getötet hat. |           |                 |                         |                      |                                       |                                  |                                                     |
| 59 | 22        | –               | Trip                    | 12. Apr. 2002        | –                                     | Stephen Manuel                   | Jeffrey Hirschfield                                 |
| Auf jedem Planeten, dem die Crew auf der Suche nach einer neuen Heimat begegnet, scheint alles Leben ausgelöscht zu sein. Sie erkennen, dass das Lyekka gewesen sein muss, aber Stan ist immer noch überzeugt, dass sich Lyekka geändert hat. Lyekka gibt der Crew ein Abschiedsgeschenk. Stan und Xev bekommen jeder eine sehr schmackhafte Frucht und Kai eine Blume. Stan und Xev erleben daraufhin einige paranoide Attacken, die von 790 noch befördert werden. Kais Kryokontroller wird von der Blume zerstört. Ohne die Kapsel reicht sein Protoblut höchstens noch für ein paar Wochen. |           |                 |                         |                      |                                       |                                  |                                                     |
| 60 | 23        | –               | Lyekka Vs. Japan        | 19. Apr. 2002        | –                                     | Christoph Schrewe & Paul Donovan | Jeffrey Hirschfield                                 |
| Der Lyekka-Asteroid geht im Meer nahe Japan nieder. Kai und Xev fliegen mit einer Motte dorthin. Dort treffen sie auf die Mönche eines buddhistischen Klosters. Dort erfährt Xev etwas über innere Werte; ihre Organe werden fast durch den Meister geerntet. Eine Godzilla-große Lyekka entsteigt dem Meer und zerstört Tokio. Kay kann sie besiegen. Lexx zerstört den wandelnden Asteroiden, der daraufhin erscheint. Stan beschließt, der Erde endgültig den Rücken zuzukehren. |           |                 |                         |                      |                                       |                                  |                                                     |
| 61 | 24        | –               | Yo Way Yo               | 26. Apr. 2002        | –                                     | Paul Donovan                     | Paul Donovan                                        |
| Dr. Longbore wählt eine Crew unter den Schulmädchen, die mit ihm die Noah besteigen sollen. Bevor er startet, erscheinen Priest und Bunny und gehen zusammen mit den Schulmädchen an Bord der Noah. Dr. Longbore bleibt zurück und wird beim Start der Noah getötet. Longbore hat beim Start den Higgs-Bosonen-Erzeuger zurückgelassen und dessen Countdown gestartet. Dieser soll die Erde zerstören. Das Alien-Mutterschiff beginnt, die Erde mit riesigen Tentakeln zu zerreißen. Kai will den Bosonen-Erzeuger benutzen, um das Alien-Mutterschiff zu zerstören. Lexx wird langsam alt und senil und vergisst zeitweise, wer sein Käptn ist. 790 nutzt seine Chance und befiehlt, die Erde zu zerstören. Prince bringt Kai wie versprochen die Sterblichkeit. Kai befördert den Bosonen-Erzeuger in das Innere des Alien-Asteroiden, wo dieser dann explodiert. Kais Flug ins Innere des Asteroiden gleicht seinem ersten Tod. Er hat jetzt seine Sterblichkeit wiedererlangt. Kurz bevor der Counter abläuft, erkennt er die Ironie der Situation und lacht. Dann explodiert der Bosonen-Erzeuger. Prince erscheint an Bord der Noah. Die Lexx löst sich auf und bringt dabei eine Mini-Lexx hervor. Stan und Xev gehen an Bord und Stan wird der neue Kapitän. |           |                 |                         |                      |                                       |                                  |                                                     |